# 斯帕茲 (佛羅里達州)
斯帕茲（英語：Spuds）是位於美國佛羅里達州聖約翰斯縣的一個非建制地區。該地的面積和人口皆未知。

## 地理
斯帕茲的座標為29°44′22″N 81°28′18″W / 29.73944°N 81.47167°W，而該地的平均海拔高度為6米（即20英尺）。